# Isparta
Isparta és una ciutat de Turquia capital de la província d'Isparta. Té una població d'uns 250.000 habitants (al cens de 1960 eren 35.981 habitants). Se l'anomena la Ciutat de les Roses. El nom original era Sparta però la pronunciació otomana afegeix una "I" quan la paraula comença per "S".

## La ciutat
L'economia està basada en els perfums, estores i turisme (turisme bíblic). La ciutat gaudexis d'una universitat (la Süleyman Demirel). Conserva diversos edificis del segle xix però la major part són edificacions modernes; entre els edificis antics destaca la preotomana mesquita d'Hizir Bey (de vers 1325), la gran (ulu) mesquita Kutlubey (1429, restaurada al segle xix), la mesquita Haci Abdi (1569), i la mesquita Firdevs Pasa o Mimarsinan construïda per l'arquitecte de la cort del segle xvi, Mimar Sinan; hi ha algunes esglésies gregues ortodoxes molt deteriorades. La fortalesa romana d'Orient està en ruïnes.
La ciutat ha patit diversos terratrèmols. Un avió Atlastjet es va estavellar a l'acostar-se a l'aeroport el 30 de novembre del 2007 i els 57 passatges i tripulants van morir.

## Història
Fou l'antiga Apol·lina-Sozòpolis de l'època clàssica. Sota els romans d'Orient fou una fortalesa que es va dir Saporda (per un error al segle xix s'havia identificat com la fortalesa de Baris Pisidae, però després fou corregit).
Totes les fonts musulmanes del segle xiii i XIV la identiquen com Sabarta. Fou ocupada pels seljúcides el 1203/1204 i va formar part de la província fronterera occidental. Vers el 1300 va passar als Hamitoğullari que tenien com a capital a Egridir. Fou seu del metropolità de Psidia des de vers la meitat del segle xiv i la ciutat tenia diverses esglésies. El 1381 l'emir Hysein Beg va cedir part del seu principat a l'otoma Murad I, incloent la ciutat de Sabarta, anomenada pels turcs com Sbarta o Sparta, i que sota els otomans va ser coneguda per Isparta.
Fou la capital del sandjak d'Hamid-Ili. Hi va néixer el reformador Khalil Hamid Pasha (segle xviii, mort el 1785). La indústria dels tapissos era la principal al segle xix i la ciutat havia canviat el seu nom a Hamidabad. En la segona meitat del segle xix s'hi van establir refugiats musulmans procedents dels Balcans. Al començar el segle xx la població era encara en bona part grega i búlgara (els búlgars va introduir el perfums de rosa) majoritàriament cristians, però van sortir de la ciutat en l'intercanvi de poblacions pocs anys després del final de la I Guerra Mundial.

## Persones il·lustres
- Süleyman Demirel, ex primer ministre i president de Turquia, nascut al llogaret d'Islamköy, prop d'Isparta. També dona nom a la Universitat Süleyman Demirel, ubicada a la ciutat.

## Agermanaments
- Bitlis, Turquia
- Komrat, República de Moldàvia
- Gant, Bèlgica
- Bakú, Azerbaidjan